# Соблагов
Соблагов (словац. Soblahov) — село, громада округу Тренчин, Тренчинський край. Кадастрова площа громади — 17.38 км².
Населення 2441 особа (станом на 31 грудня 2020 року).

## Історія
Соблагов згадується 1332 року.

## Населення
| Рік:            | 1994. | 2004.   | 2014.    | 2024.   |
| --------------- | ----- | ------- | -------- | ------- |
| Кількість осіб: | 1872  | 1957    | 2240     | 2391    |
| Різниця:        |       | +4,54 % | +14,46 % | +6,74 % |

| Рік:            | 2023. | 2024.   |
| --------------- | ----- | ------- |
| Кількість осіб: | 2388  | 2391    |
| Різниця:        |       | +0,12 % |